# Copa del Generalísimo de fútbol 1963-64
La Copa del Generalísimo de fútbol de 1963-64 fue la 60.ª edición de la competición de Copa.
El torneo comenzó el 27 de octubre de 1963 y finalizó el 5 de julio de 1964 resultando vencedor el Real Zaragoza C. D., siendo el primer título de Copa conseguido por los blanquillos.

## Equipos participantes
La competición de 1963-64 contó con la participación de los 16 equipos de la Primera División, y los 32 equipos de la Segunda División.

## Ronda previa

### Cuadro
| Equipo 1             | Agr. | Equipo 2                   | Ida | Vuelta | 3er partido |
| -------------------- | ---- | -------------------------- | --- | ------ | ----------- |
| Burgos C. F.         | 0-2  | Melilla C. F.              | 0-0 | 0-2    |             |
| U. D. Las Palmas     | 4-5  | C. D. Constancia           | 3-0 | 1-4    | 0-1         |
| C. D. Abarán         | 2-3  | R. C. D. Coruña            | 2-1 | 0-2    |             |
| C. Atlético de Ceuta | 4-5  | Deportivo Alavés           | 1-2 | 3-3    |             |
| R. C. Celta de Vigo  | 2-1  | Cádiz C. F.                | 0-0 | 2-1    |             |
| C. D. Eldense        | 4-3  | Real Gijón                 | 4-1 | 0-2    |             |
| C. D. Hospitalet     | 1-2  | Hércules C. F.             | 1-0 | 0-1    | 0-1         |
| S. D. Indauchu       | 8-3  | Granada C. F.              | 4-2 | 4-1    |             |
| U. P. Langreo        | 3-2  | Algeciras C. F.            | 2-1 | 1-1    |             |
| R. C. D. Mallorca    | 3-2  | Real Santander S. D.       | 3-1 | 0-1    |             |
| C. D. Mestalla       | 4-3  | C. D. Europa               | 4-1 | 0-2    |             |
| Onteniente C. F.     | 8-5  | C. F. Badalona             | 3-2 | 1-2    | 4-1         |
| C. D. Orense         | 2-1  | R. C. Recreativo de Huelva | 2-0 | 0-1    |             |
| C. Atlético Osasuna  | 3-4  | C. D. Tenerife             | 2-2 | 1-2    |             |
| U. D. Salamanca      | 2-5  | C. D. Málaga               | 1-1 | 1-4    |             |
| C. D. San Fernando   | 2-3  | Real Sociedad de F.        | 2-2 | 0-1    |             |

### Partidos
| Ida; 27 de octubre de 1963 | Burgos C. F. | 0:0 | Melilla C. F. |  |  |

| Vuelta; 01 de diciembre de 1963 | Melilla C. F. | 2:0 (Global 2:0) | Burgos C. F. |  |  |

| Ida; 27 de octubre de 1963 | U. D. Las Palmas | 3:0 | C. D. Constancia |  |  |

| Vuelta; 01 de diciembre de 1963 | C. D. Constancia | 4:1 | U. D. Las Palmas |  |  |

| Desempate; 08 de enero de 1964 | U. D. Las Palmas | 0:1 (Global 4:5) | C. D. Constancia |  |  |

| Ida; 27 de octubre de 1963 | C. D. Abarán | 2:1 | R. C. D. Coruña |  |  |

| Vuelta; 01 de diciembre de 1963 | R. C. D. Coruña | 2:0 (Global 3:2) | C. D. Abarán |  |  |

| Ida; 27 de octubre de 1963 | C. Atlético de Ceuta | 1:2 | Deportivo Alavés |  |  |

| Vuelta; 01 de diciembre de 1963 | Deportivo Alavés | 3:3 (Global 5:4) | C. Atlético de Ceuta |  |  |

| Ida; 27 de octubre de 1963 | R. C. Celta de Vigo | 0:0 | Cádiz C. F. |  |  |

| Vuelta; 01 de diciembre de 1963 | Cádiz C. F. | 1:2 (Global 1:2) | R. C. Celta de Vigo |  |  |

| Ida; 27 de octubre de 1963 | C. D. Eldense | 4:1 | Real Gijón |  |  |

| Vuelta; 01 de diciembre de 1963 | Real Gijón | 2:0 (Global 3:4) | C. D. Eldense |  |  |

| Ida; 27 de octubre de 1963 | C. D. Hospitalet | 1:0 | Hércules C. F. |  |  |

| Vuelta; 01 de diciembre de 1963 | Hércules C. F. | 1:0 | C. D. Hospitalet |  |  |

| Desempate; 23 de enero de 1964 | C. D. Hospitalet | 0:1 (Global 1:2) | Hércules C. F. |  |  |

| Ida; 27 de octubre de 1963 | S. D. Indauchu | 4:2 | Granada C. F. |  |  |

| Vuelta; 01 de diciembre de 1963 | Granada C. F. | 1:4 (Global 3:8) | S. D. Indauchu |  |  |

| Ida; 27 de octubre de 1963 | U. P. Langreo | 2:1 | Algeciras C. F. |  |  |

| Vuelta; 01 de diciembre de 1963 | Algeciras C. F. | 1:1 (Global 2:3) | U. P. Langreo |  |  |

| Ida; 27 de octubre de 1963 | R. C. D. Mallorca | 3:1 | Real Santander S. D. |  |  |

| Vuelta; 01 de diciembre de 1963 | Real Santander S. D. | 1:0 (Global 2:3) | R. C. D. Mallorca |  |  |

| Ida; 27 de octubre de 1963 | C. D. Mestalla | 4:1 | C. D. Europa |  |  |

| Vuelta; 01 de diciembre de 1963 | C. D. Europa | 2:0 (Global 3:4) | C. D. Mestalla |  |  |

| Ida; 27 de octubre de 1963 | Onteniente C. F. | 3:2 | C. F. Badalona |  |  |

| Vuelta; 01 de diciembre de 1963 | C. F. Badalona | 2:1 | Onteniente C. F. |  |  |

| Desempate; 15 de enero de 1964 | Onteniente C. F. | 4:1 (Global 8:5) | C. F. Badalona |  |  |

| Ida; 27 de octubre de 1963 | C. D. Orense | 2:0 | R. C. Recreativo de Huelva |  |  |

| Vuelta; 01 de diciembre de 1963 | R. C. Recreativo de Huelva | 1:0 (Global 1:2) | C. D. Orense |  |  |

| Ida; 27 de octubre de 1963 | C. Atlético Osasuna | 2:2 | C. D. Tenerife |  |  |

| Vuelta; 01 de diciembre de 1963 | C. D. Tenerife | 2:1 (Global 4:3) | C. Atlético Osasuna |  |  |

| Ida; 27 de octubre de 1963 | U. D. Salamanca | 1:1 | C. D. Málaga |  |  |

| Vuelta; 01 de diciembre de 1963 | C. D. Málaga | 4:1 (Global 5:2) | U. D. Salamanca |  |  |

| Ida; 27 de octubre de 1963 | C. D. San Fernando | 2:2 | Real Sociedad de F. |  |  |

| Vuelta; 01 de diciembre de 1963 | Real Sociedad de F. | 1:0 (Global 3:2) | C. D. San Fernando |  |  |

## Dieciseisavos de final

### Cuadro
| Equipo 1              | Agr. | Equipo 2                  | Ida | Vuelta | 3er partido |
| --------------------- | ---- | ------------------------- | --- | ------ | ----------- |
| Valencia C. F.        | 7-0  | C. D. Mestalla            | 2-0 | 5-0    |             |
| Deportivo Alavés      | 4-6  | Real Betis Balompié       | 1-1 | 3-5    |             |
| Real Madrid C. F.     | 10-2 | S. D. Indauchu            | 7-0 | 3-2    |             |
| C. D. Málaga          | 0-9  | C. Atlético de Madrid     | 0-2 | 0-7    |             |
| Sevilla C. F.         | 2-1  | C. D. Constancia          | 2-0 | 0-1    |             |
| Real Sociedad de F.   | 1-0  | Levante U. D.             | 0-0 | 1-0    |             |
| Pontevedra C. F.      | 6-3  | C. D. Eldense             | 5-0 | 1-3    |             |
| C. D. Orense          | 2-3  | R. C. D. Español          | 2-1 | 0-2    |             |
| Melilla C. F.         | 1-2  | Real Valladolid Deportivo | 1-0 | 0-2    |             |
| R. C. D. Mallorca     | 2-4  | Real Zaragoza C. D.       | 0-2 | 2-2    |             |
| Onteniente C. F.      | 3-5  | Real Oviedo C. F.         | 1-1 | 2-4    |             |
| U. P. Langreo         | 3-5  | Córdoba C. F.             | 1-1 | 2-4    |             |
| Elche C. F.           | 1-2  | Hércules C. F.            | 0-0 | 1-1    | 0-1         |
| R. C. D. Coruña       | 5-3  | Real Murcia C. F.         | 5-0 | 0-3    |             |
| C. F. Barcelona       | 8-2  | C. D. Tenerife            | 7-0 | 1-2    |             |
| C. Atlético de Bilbao | 1-2  | R. C. Celta de Vigo       | 1-1 | 0-1    |             |

### Partidos
| Ida; 01 de mayo de 1964 | Valencia C. F. | 2:0 | C. D. Mestalla |  |  |

| Vuelta; 09 de mayo de 1964 | C. D. Mestalla | 0:5 (Global 0:7) | Valencia C. F. |  |  |

| Ida; 03 de mayo de 1964 | Deportivo Alavés | 1:1 | Real Betis Balompié |  |  |

| Vuelta; 10 de mayo de 1964 | Real Betis Balompié | 5:3 (Global 6:4) | Deportivo Alavés |  |  |

| Ida; 03 de mayo de 1964 | Real Madrid C. F. | 7:0 | S. D. Indauchu |  |  |

| Vuelta; 10 de mayo de 1964 | S. D. Indauchu | 2:3 (Global 2:10) | Real Madrid C. F. |  |  |

| Ida; 03 de mayo de 1964 | C. D. Málaga | 0:2 | C. Atlético de Madrid |  |  |

| Vuelta; 09 de mayo de 1964 | C. Atlético de Madrid | 7:0 (Global 9:0) | C. D. Málaga |  |  |

| Ida; 03 de mayo de 1964 | Sevilla C. F. | 2:0 | C. D. Constancia |  |  |

| Vuelta; 10 de mayo de 1964 | C. D. Constancia | 1:0 (Global 1:2) | Sevilla C. F. |  |  |

| Ida; 03 de mayo de 1964 | Real Sociedad de F. | 0:0 | Levante U. D. |  |  |

| Vuelta; 10 de mayo de 1964 | Levante U. D. | 0:1 (Global 0:1) | Real Sociedad de F. |  |  |

| Ida; 03 de mayo de 1964 | Pontevedra C. F. | 5:0 | C. D. Eldense |  |  |

| Vuelta; 09 de mayo de 1964 | C. D. Eldense | 3:1 (Global 3:6) | Pontevedra C. F. |  |  |

| Ida; 03 de mayo de 1964 | C. D. Orense | 2:1 | R. C. D. Español |  |  |

| Vuelta; 10 de mayo de 1964 | R. C. D. Español | 2:0 (Global 3:2) | C. D. Orense |  |  |

| Ida; 03 de mayo de 1964 | Melilla C. F. | 1:0 | Real Valladolid Deportivo |  |  |

| Vuelta; 10 de mayo de 1964 | Real Valladolid Deportivo | 2:0 (Global 2:1) | Melilla C. F. |  |  |

| Ida; 03 de mayo de 1964 | R. C. D. Mallorca | 0:2 | Real Zaragoza C. D. |  |  |

| Vuelta; 10 de mayo de 1964 | Real Zaragoza C. D. | 2:2 (Global 4:2) | R. C. D. Mallorca |  |  |

| Ida; 03 de mayo de 1964 | Onteniente C. F. | 1:1 | Real Oviedo C. F. |  |  |

| Vuelta; 10 de mayo de 1964 | Real Oviedo C. F. | 4:2 (Global 5:3) | Onteniente C. F. |  |  |

| Ida; 03 de mayo de 1964 | U. P. Langreo | 1:1 | Córdoba C. F. |  |  |

| Vuelta; 10 de mayo de 1964 | Córdoba C. F. | 4:2 (Global 5:3) | U. P. Langreo |  |  |

| Ida; 03 de mayo de 1964 | Elche C. F. | 0:0 | Hércules C. F. |  |  |

| Vuelta; 10 de mayo de 1964 | Hércules C. F. | 1:1 | Elche C. F. |  |  |

| Desempate; 13 de mayo de 1964 | Elche C. F. | 0:1 (Global 1:2) | Hércules C. F. |  |  |

| Ida; 03 de mayo de 1964 | R. C. D. Coruña | 5:0 | Real Murcia C. F. |  |  |

| Vuelta; 10 de mayo de 1964 | Real Murcia C. F. | 3:0 (Global 3:5) | R. C. D. Coruña |  |  |

| Ida; 03 de mayo de 1964 | C. F. Barcelona | 7:0 | C. D. Tenerife |  |  |

| Vuelta; 10 de mayo de 1964 | C. D. Tenerife | 2:1 (Global 2:8) | C. F. Barcelona |  |  |

| Ida; 03 de mayo de 1964 | C. Atlético de Bilbao | 1:1 | R. C. Celta de Vigo |  |  |

| Vuelta; 10 de mayo de 1964 | R. C. Celta de Vigo | 1:0 (Global 2:1) | C. Atlético de Bilbao |  |  |

## Octavos de final

### Cuadro
| Equipo 1                  | Agr. | Equipo 2              | Ida | Vuelta |
| ------------------------- | ---- | --------------------- | --- | ------ |
| Real Madrid C. F.         | 2-0  | Real Sociedad de F.   | 1-0 | 1-0    |
| R. C. D. Español          | 3-1  | Sevilla C. F.         | 3-1 | 0-0    |
| Real Betis Balompié       | 2-1  | Pontevedra C. F.      | 1-1 | 1-0    |
| R. C. D. Coruña           | 1-5  | Valencia C. F.        | 1-0 | 0-5    |
| R. C. Celta de Vigo       | 2-4  | C. Atlético de Madrid | 2-1 | 0-3    |
| Córdoba C. F.             | 3-6  | C. F. Barcelona       | 1-2 | 2-4    |
| Real Valladolid Deportivo | 3-6  | Hércules C. F.        | 3-2 | 0-4    |
| Real Zaragoza C. D.       | 9-3  | Real Oviedo C. F.     | 6-0 | 3-3    |

### Partidos
| Ida; 16 de mayo de 1964 | Real Madrid C. F. | 1:0 | Real Sociedad de F. |  |  |

| Vuelta; 19 de mayo de 1964 | Real Sociedad de F. | 0:1 (Global 0:2) | Real Madrid C. F. |  |  |

| Ida; 16 de mayo de 1964 | R. C. D. Español | 3:1 | Sevilla C. F. |  |  |

| Vuelta; 20 de mayo de 1964 | Sevilla C. F. | 0:0 (Global 1:3) | R. C. D. Español |  |  |

| Ida; 16 de mayo de 1964 | Real Betis Balompié | 1:1 | Pontevedra C. F. |  |  |

| Vuelta; 20 de mayo de 1964 | Pontevedra C. F. | 0:1 (Global 1:2) | Real Betis Balompié |  |  |

| Ida; 17 de mayo de 1964 | R. C. D. Coruña | 1:0 | Valencia C. F. |  |  |

| Vuelta; 20 de mayo de 1964 | Valencia C. F. | 5:0 (Global 5:1) | R. C. D. Coruña |  |  |

| Ida; 17 de mayo de 1964 | R. C. Celta de Vigo | 2:1 | C. Atlético de Madrid |  |  |

| Vuelta; 20 de mayo de 1964 | C. Atlético de Madrid | 3:0 (Global 4:2) | R. C. Celta de Vigo |  |  |

| Ida; 17 de mayo de 1964 | Córdoba C. F. | 1:2 | C. F. Barcelona |  |  |

| Vuelta; 20 de mayo de 1964 | C. F. Barcelona | 4:2 (Global 6:3) | Córdoba C. F. |  |  |

| Ida; 17 de mayo de 1964 | Real Valladolid Deportivo | 3:2 | Hércules C. F. |  |  |

| Vuelta; 20 de mayo de 1964 | Hércules C. F. | 4:0 (Global 6:3) | Real Valladolid Deportivo |  |  |

| Ida; 17 de mayo de 1964 | Real Zaragoza C. D. | 6:0 | Real Oviedo C. F. |  |  |

| Vuelta; 20 de mayo de 1964 | Real Oviedo C. F. | 3:3 (Global 3:9) | Real Zaragoza C. D. |  |  |

## Cuartos de final

### Cuadro
| Equipo 1            | Agr. | Equipo 2              | Ida | Vuelta | 3er partido |
| ------------------- | ---- | --------------------- | --- | ------ | ----------- |
| Real Madrid C. F.   | 4-5  | C. Atlético de Madrid | 2-2 | 1-1    | 1-2         |
| C. F. Barcelona     | 7-3  | R. C. D. Español      | 3-1 | 4-2    |             |
| Real Betis Balompié | 3-4  | Valencia C. F.        | 2-2 | 1-2    |             |
| Hércules C. F.      | 0-4  | Real Zaragoza C. D.   | 0-1 | 0-3    |             |

### Partidos
| Ida; 23 de mayo de 1964 | Real Madrid C. F. | 2:2 | C. Atlético de Madrid |  |  |

| Vuelta; 31 de mayo de 1964 | C. Atlético de Madrid | 1:1 | Real Madrid C. F. |  |  |

| Desempate; 03 de junio de 1964 | Real Madrid C. F. | 1:2 (Global 4:5) | C. Atlético de Madrid |  |  |

| Ida; 24 de mayo de 1964 | C. F. Barcelona | 3:1 | R. C. D. Español |  |  |

| Vuelta; 30 de mayo de 1964 | R. C. D. Español | 2:4 (Global 3:7) | C. F. Barcelona |  |  |

| Ida; 24 de mayo de 1964 | Real Betis Balompié | 2:2 | Valencia C. F. |  |  |

| Vuelta; 30 de mayo de 1964 | Valencia C. F. | 2:1 (Global 4:3) | Real Betis Balompié |  |  |

| Ida; 24 de mayo de 1964 | Hércules C. F. | 0:1 | Real Zaragoza C. D. |  |  |

| Vuelta; 31 de mayo de 1964 | Real Zaragoza C. D. | 3:0 (Global 4:0) | Hércules C. F. |  |  |

## Semifinales

### Cuadro
| Equipo 1        | Agr. | Equipo 2              | Ida | Vuelta |
| --------------- | ---- | --------------------- | --- | ------ |
| C. F. Barcelona | 3-4  | Real Zaragoza C. D.   | 3-2 | 0-2    |
| Valencia C. F.  | 2-4  | C. Atlético de Madrid | 1-1 | 1-3    |

### Partidos
| Ida; 06 de junio de 1964 | C. F. Barcelona | 3:2 | Real Zaragoza C. D. |  |  |

| Vuelta; 28 de junio de 1964 | Real Zaragoza C. D. | 2:0 (Global 4:3) | C. F. Barcelona |  |  |

| Ida; 07 de junio de 1964 | Valencia C. F. | 1:1 | C. Atlético de Madrid |  |  |

| Vuelta; 28 de junio de 1964 | C. Atlético de Madrid | 3:1 (Global 4:2) | Valencia C. F. |  |  |

## Final

### Partidos
| 05 de julio de 1964 | Real Zaragoza C. D. | 2:1 | C. Atlético de Madrid |  |  |

|            | POR        | Enrique Yarza        |  |  |
|            | DEF        | Joaquín Cortizo      |  |  |
|            | DEF        | Francisco Santamaría |  |  |
|            | DEF        | Severino Reija       |  |  |
|            | MED        | Santiago Isasi       |  |  |
|            | MED        | Pepín                |  |  |
|            | DEL        | Canário              |  |  |
|            | DEL        | Eleuterio Santos     |  |  |
|            | DEL        | Marcelino Martínez   |  |  |
|            | DEL        | Juan Manuel Villa    |  |  |
|            | DEL        | Carlos Lapetra       |  |  |
| Entrenador | Entrenador | Luis Belló           |  |  |

|            | POR        | Edgardo Madinabeytia |  |
|            | DEF        | Feliciano Rivilla    |  |
|            | DEF        | Jorge Griffa         |  |
|            | DEF        | Isacio Calleja       |  |
|            | MED        | Ramiro Rodrigues     |  |
|            | MED        | Jesús Glaría         |  |
|            | DEL        | José Cardona         |  |
|            | DEL        | Jesús Martínez Jayo  |  |
|            | DEL        | Miguel Jones         |  |
|            | DEL        | Adelardo Rodríguez   |  |
|            | DEL        | Enrique Collar       |  |
| Entrenador | Entrenador | Sabino Barinaga      |  |

|  | 18' | Lapetra | 1-0 |
|  | 33' | Villa   | 2-0 |

|  | 71' | Cardona | 2-1 |

| Árbitro: | Félix Birigay |

|            | POR        | Enrique Yarza        |  |  |
|            | DEF        | Joaquín Cortizo      |  |  |
|            | DEF        | Francisco Santamaría |  |  |
|            | DEF        | Severino Reija       |  |  |
|            | MED        | Santiago Isasi       |  |  |
|            | MED        | Pepín                |  |  |
|            | DEL        | Canário              |  |  |
|            | DEL        | Eleuterio Santos     |  |  |
|            | DEL        | Marcelino Martínez   |  |  |
|            | DEL        | Juan Manuel Villa    |  |  |
|            | DEL        | Carlos Lapetra       |  |  |
| Entrenador | Entrenador | Luis Belló           |  |  |

|            | POR        | Edgardo Madinabeytia |  |
|            | DEF        | Feliciano Rivilla    |  |
|            | DEF        | Jorge Griffa         |  |
|            | DEF        | Isacio Calleja       |  |
|            | MED        | Ramiro Rodrigues     |  |
|            | MED        | Jesús Glaría         |  |
|            | DEL        | José Cardona         |  |
|            | DEL        | Jesús Martínez Jayo  |  |
|            | DEL        | Miguel Jones         |  |
|            | DEL        | Adelardo Rodríguez   |  |
|            | DEL        | Enrique Collar       |  |
| Entrenador | Entrenador | Sabino Barinaga      |  |

|  | 18' | Lapetra | 1-0 |
|  | 33' | Villa   | 2-0 |

|  | 71' | Cardona | 2-1 |

| Árbitro: | Félix Birigay |

|                             |
| Campeón Real Zaragoza C. D. |
| 1.er título                 |